# Kellen Moore
 (février 2025).
Si vous disposez d'ouvrages ou d'articles de référence ou si vous connaissez des sites web de qualité traitant du thème abordé ici, merci de compléter l'article en donnant les références utiles à sa vérifiabilité et en les liant à la section « Notes et références ».
(en) Statistiques sur pro-football-reference
Kellen Christopher Moore dit Kellen Moore, né le 5 juillet 1988 à Prosser, Washington, est un ancien joueur américain de football américain devenu entraîneur. Il évoluait au poste de quarterback durant sa carrière de joueur.
Depuis 2025, il est l'entraîneur principal des Saints de La Nouvelle-Orléans.

## Biographie

### Carrière universitaire
Étudiant à l'Université d'État de Boise, il a joué pour les Broncos de 2007 à 2011 avec notamment une victoire au  Fiesta Bowl 2009.

### Carrière professionnelle
Kellen Moore n'est pas drafté après son parcours universitaire, mais signe avec les Lions de Détroit en 2012. En septembre 2015, juste avant le début de la saison régulière, il est coupé par Détroit avant d'intégrer la practice squad des Cowboys de Dallas. Après la blessure de Tony Romo, Kellen est promu au sein de l'effectif principal, il est alors le remplaçant de Brandon Weeden. Kellen Moore jouera uniquement quelques matchs, sans jamais avoir eut un rôle important à Dallas jusqu'en 2018, où il annonce prendre sa retraite sportive.

### Carrière d'entraîneur

#### Cowboys de Dallas
Kellen commence sa carrière en tant qu'entraîneur des quarterbacks avec les Cowboys de Dallas en 2018, puis comme coordinateur offensif entre 2018 et 2022.

#### Chargers de Los Angeles
En 2023, il continue en tant que coordinateur offensif au sein des Chargers de Los Angeles (2023).

#### Eagles de Philadelphie
La saison suivante, Kellen rejoint les Eagles de Philadelphie où il remporte le Super Bowl LIX (2024) au poste de coordinateur offensif.

#### Saints de La Nouvelle-Orléans
Après le sacre au Super Bowl, Kellen Moore signe comme entraîneur principal aux Saints de La Nouvelle-Orléans à partir de la saison 2025.

## Statistiques en NFL
| Équipe                        | Saison | Saison régulière | Saison régulière | Saison régulière | Saison régulière | Saison régulière | Phase finale | Phase finale | Phase finale | Phase finale |
| ----------------------------- | ------ | ---------------- | ---------------- | ---------------- | ---------------- | ---------------- | ------------ | ------------ | ------------ | ------------ |
| Équipe                        | Saison | G                | P                | N                | %                | Classement       | G            | P            | %            | Bilan        |
| Saints de La Nouvelle-Orléans | 2025   |                  |                  |                  |                  | NFC Sud          |              |              |              |              |
| Total                         |        |                  |                  |                  |                  |                  |              |              |              |              |